# 中華人民共和国の鉄道事故
中華人民共和国の鉄道事故（ちゅうかじんみんきょうわこくのてつどうじこ）について述べる。

## 概要
中華人民共和国の鉄道は世界第二位と言われるほどの規模を持ち、その長さは世界の総鉄道路線距離の6％を占め、世界の4分の1程の人を運んでいる。中華人民共和国の貨物運輸、旅客運輸にとって鉄道は重要である。
文化大革命によって中国の鉄道は大きな影響をうけ、事故が頻発するようになった。鄧小平による国務院の政策で、「鉄道業務の精強に関する決定」《关于加强铁路工作的决定》が発出され、計画、指揮、調度が統一され、鉄道の秩序は改善した。中国鉄路大提速が開始される前は、列車の停車駅は多く、時間を要し、鉄道事故の原因は乗務員のミス、乗客の危険品、犯罪者による人為的な火災や爆発、自然災害であった。大提速後は国の鉄道部門が治安管理を行い、身分検査を行い、乗客が乗車の際に実名の登録を行うことも行い、旅客運輸の安全が保障され、鉄道事故の発生確率は減少した。ただし、動車組が導入されるようになると、鉄道事故は一旦多く発生するようになった。
中国の刑法では、第115条、第116条、第117条で、鉄道破壊によって公共の安全を乱した際の罪が、第132条で、職員の規定違反によって起こった事故においての、職員の処分が規定されている。また鉄路法第63条では、乗客が危険品を持ち込んだために起こった事故についての、乗客の処罰が規定されている。また、事故が起こった際には、地方の役人や中華人民共和国鉄道部の高官も処分を受ける事がある。例として1988年1月24日に貴昆線で起きた事故では、当時の鉄道部長であった丁関根が辞任した。2008年4月28日に起きた山東省列車衝突事故では当時の鉄道部副部長と部長が処分を受けた。
2017年現在、中国で起きた最も甚大な鉄道事故は、1981年成昆線列車転落事故である。

## 事故一覧
| 日時                                       | 路線             | 地点                                                | 列車番号                                                           | 事故の種類               | 原因 | 死亡人数                      | 負傷人数 | 備考 |
| ------------------------------------------ | ---------------- | --------------------------------------------------- | ------------------------------------------------------------------ | ------------------------ | --- | ----------------------------- | -------- | --- |
| 1954年8月4日                               | 天蘭線           | 天蘭線 289.861㎞地点                                | 191次旅客列車 （西安-蘭州）                                        | 転覆                     | 洪水による地盤破壊 | 11                            | 33       | [ 7 ] |
| 1959年7月22日                              | 瀋山線           | 遼寧省綏中県                                        | 12次旅客列車 (瀋陽-北京)                                           | 水災                     | 洪水が包囲する | 0                             | 0        | 12次旅客列車は中華人民共和国鉄道部から英雄列車の称号を授与された |
| 1960年1月21日                              | 京滬線           | 山東省済南市 崮山駅                                 | 21次旅客列車 （北京-上海）                                         | 火災                     | | 34                            | 65       | [ 10 ] |
| 1961年12月31日                             | 京滬線           | 江蘇省常州市戚墅堰区                                | 232次旅客列車 （上海-南京）                                        | 火災                     | | 35                            | 31       | [ 10 ] |
| 1969年5月29日                              |                  | 北京市 北京駅                                       | 87次列車 （北京-太原） 44次列車 （蘭州 - 北京）                    | 正面衝突                 | 運転士の操作ミス | 2                             | 467      | |
| 1970年9月7日                               | 黔桂線           | 貴州省黔南プイ族ミャオ族自治州竜里県                | 23次列車 （上海-重慶）                                             | 橋からの転覆             | 運転士の操作ミス | 37                            | 132      | 同区間は26時間32分に渡り運休 |
| 1971年12月7日                              | 京広線           | 北京市房山区 琉璃河駅                               | 451次旅客列車 837次貨物列車                                        | 追突                     | | 14                            | 22       | 同線は1時間40分に渡り運休 |
| 1973年1月9日                               | 宝成線           | 陝西省宝鶏市 観音山駅                               | 831次旅客列車 804次貨物列車                                        | 正面衝突                 | | 22                            | 44       | 同線は32時間48分に渡り運休 |
| 1975年2月4日                               | 瀋大線           | 遼寧省海城県                                        | 31次旅客列車 (大連-北京)                                           | ひじょうせいどう         | 海城地震 | 0                             | 0        | [ 11 ] [ 12 ] |
| 1976年7月28日                              | 津山線           | 河北省唐山市                                        | 40次旅客列車 (斉斉哈爾-北京)                                       | 転覆                     | 唐山地震 | 0                             | 0        | [ 13 ] |
| 1976年7月28日                              | 津山線           | 天津市塘沽区                                        | 117次旅客列車 (済寧-三棵樹)                                        | 転覆                     | 唐山地震 | 0                             | 0        | [ 14 ] [ 15 ] |
| 1976年10月16日                             | 広深線           |                                                     | 92次列車 （広州 - 深圳）                                           | 脱線                     | | 0                             | 18       | 同線は24時間59分に渡り運休 |
| 1977年3月13日                              | 湘黔線           | 湖南省漵浦県 仁里沖駅                               | 62次列車 （北京 - 昆明）                                           | 火災                     | 乗客がラッカーシンナー（香蕉水）を携帯していたため | 0                             | 360      | 2つの客車が焼ける |
| 1978年12月16日                             | 隴海線           | 河南省開封市蘭考県 楊荘駅                           | 87次列車 （南京 - 西寧） 368次列車 （西安 - 徐州）                 | 側面衝突                 | 乗務員による重大なルール違反 | 106                           | 218      | 同線は9時間30分に渡り運休 |
| 1980年1月22日                              | 京広線           | 湖南省株洲市 株洲駅                                 | 403次列車 （長沙 - 広州）                                          | 火災                     | 乗客が紙火薬を所持していたため | 22                            | 4        | |
| 1980年2月19日                              | 京広線           | 河南省鄭州市 鄭州駅                                 | 410次列車 （南陽 - 鄭州）                                          | 爆発                     | 乗客が爆発物を所持していたため | 1                             | 8        | 車体破壊 |
| 1981年7月9日 1981年成昆線列車転落事故      | 成昆線           | 四川省涼山イ族自治州甘洛県                          | 442次列車 （格里坪-成都）                                          | 転落                     | 土砂崩れにより、橋が崩落したため | 240以上が死亡あるいは行方不明 | 146      | 同線は15日運休 |
| 1981年10月20日                             | 嫩林線           | 内モンゴル自治区フルンボイル市オロチョン自治旗      | 274次列車 （ジャグダチ-三棵樹）                                    | 爆発                     | 犯罪 | 3                             | 65       | 同線は2時間50分運休 |
| 1982年5月28日                              | 瀋山線           | 遼寧省新民県                                        | 193次旅客列車 (済南-佳木斯)                                        | 転覆                     | 錦州鉄道局大虎山工務区興隆店の道路養老工区の労働者はそこでシームレスな線路補修作業をする時、労働規律と操作規定を違反して無断で起道機をレールの内側に立てた後、席を撤収して、作業場所から5メートル離れた踏切の番人室に行ってアイスバーを食べたが、193次旅客列車が通過する時、起道機にぶつかって列車が脱線して転覆した | 3                             | 147      | [ 20 ] [ 21 ] [ 22 ] |
| 1983年11月6日                              | 京滬線           | 江蘇省南京市南京駅                                  | 155次旅客列車 (三棵樹-上海) 773次貨物列車                          | 追尾                     | 773次貨物列車の運転手霧天反則運転 | 1                             | 31       | [ 23 ] |
| 1984年5月14日                              | 瀋山線           | 遼寧省新民県                                        | 117次旅客列車 (済寧-三棵樹)                                        | 火災                     | 乗客の喫煙 | 6                             | 22       | 同線は1時間14分運休 |
| 1984年12月18日                             | 京広線           | 湖南省岳陽市岳陽県                                  | 247次列車 （武昌 - 広州）                                          | 爆発                     | 乗客が雷管を所持していたため | 1                             | 3        | |
| 1986年1月15日                              | 京広線           | 広東省韶関市楽昌市                                  | 247次列車 (武昌 - 広州）                                           | 爆発                     | 犯罪 | 7                             | 38       | |
| 1987年7月18日                              | 京広線           | 河南省漯河市 孟廟駅                                 | 297次列車 （鄭州 - 重慶）                                          | 爆発                     | 犯罪 | 9                             | 69       | |
| 1988年1月7日                               | 京広線           | 湖南省郴州市永興県 馬田墟駅                         | 272次列車 （広州 - 西安）                                          | 火災                     | 乗客が塗料を所持していたため | 34                            | 30       | |
| 1988年1月17日                              | 拉浜線           | 黒竜江省ハルビン市五常市 背蔭河駅                   | 438次列車 （ハルビン東 - 吉林） 1615次列車 （貨物）                | 正面衝突                 | 制御ミス及び信号冒進 | 19                            | 76       | |
| 1988年1月24日                              | 貴昆線           | 雲南省曲靖市宣威市                                  | 80次列車 （昆明 - 上海）                                           | 脱線                     | | 88                            | 202      | [ 5 ] |
| 1988年3月24日 上海列車事故                 | 滬杭線 外環線    | 上海市匡巷駅                                        | 311次列車 （南京 - 杭州） 208次列車 （長沙 - 上海）                | 正面衝突                 | 信号冒進 | 28                            | 99       | 外国人が最も多く亡くなった事故 |
| 1988年7月1日                               | 京広線           | 河南省安陽市                                        | 415次列車 （北京南 - 平頂山）                                      | 火災                     | 乗客がアルミニウム粉を所持していたため | 6                             | 13       | 車体破壊 |
| 1989年1月5日                               | 川黔線           | 四川省重慶市綦江区                                  | 366次列車 （昆明 - 重慶）                                          | 手榴弾の爆発             | 犯罪 | 0                             | 20       | |
| 1989年4月30日                              | 貴昆線           | 貴州省六盤水市水城県 小沖頭駅                       | 571次列車 （貴陽 - 大湾）                                          | 爆発                     | 犯罪 | 0                             | 21       | |
| 1989年6月26日                              | 滬杭線           | 上海市松江区                                        | 364次列車 （杭州 - 上海）                                          | 爆発                     | | 24                            | 39       | 同線は4時間7分運休 |
| 1989年6月28日                              | 隴海線           | 河南省三門峡市 賀家荘駅                             | 1905次列車 （貨物）                                                | 転覆                     | | 4                             | 13       | 同線は61時間運休 |
| 1991年6月13日                              | 京滬線           | 安徽省蚌埠市固鎮県                                  | 109次列車 （北京 - 蘇州） 1329次列車 （貨物）                      | 追尾                     | | 1                             | 28       | 同線は18時間37分運休 |
| 1991年8月18日                              | 京広線           | 広東省韶関市 大瑤山隧道                             | 247次列車 （武昌 - 広州）                                          | 衝突                     | 乗務員のミスで発生した火災、誤停車、乗客の飛び降り | 数十                          | 数十     | |
| 1992年3月21日                              | 浙贛線           | 湖南省株洲市 五里墩駅                               | 211次列車 （広州 - 寧波） 1310次列車 （貨物）                      | 衝突                     | 冒進 | 15                            | 25       | 車両破壊、同線は35時間運休 |
| 1992年10月11日                             | 瀋吉線           | 遼寧省撫順市                                        | 285次旅客列車 (天津-吉林) 貨物列車                                 | 転覆                     | 貨物列車のブレーキが効かないように角栓が閉まっている | 4                             | 0        | 梅河口機務区東風4C型内燃機関車4031号、4045号機関車、重連が貨物列車を牽引して石門嶺駅まで運行して、停車しようとすると、天津駅から吉林駅までの285次旅客列車を運行する時、列車の角を折ってドアを塞いで人によって閉鎖されて、列車のブレーキが効かなくなる。貨物列車は衝突を避けるため、石門嶺の安全線に進入した後、脱線して転覆した、機関車乗務員4人死亡10時間25分運行中止、機関車2台廃車、285次旅客列車被害ない |
| 1993年7月10日                              | 京広線           | 河南省新郷市                                        | 163次列車 （北京 - 成都） 2011次列車 （貨物）                      | 追尾                     | | 40                            | 48       | 車体破壊、同線は11時間15分運休 |
| 1994年1月15日                              | 孟宝線           | 河南省平頂山市宝豊県 余官菅駅                       | 250次列車 （襄陽 - 北京） 3173次列車 （貨物）                      | 正面衝突                 | | 7                             | 12       | 車体破壊、同線は3時間6分運休 |
| 1996年2月1日                               | 浜北線 綏佳線    | 黒竜江省                                            | 193次旅客列車 (済南東-佳木斯)                                      | 高齢の女性乗客が急死する | 列車乗務員の張氏が老人女性乗客を乱暴に扱うのは間接的にその発病を招いた | 1                             | 0        | [ 32 ] |
| 1997年4月29日                              | 京広線           | 湖南省岳陽市岳陽県 栄家湾駅                         | 324次列車 （昆明 - 鄭州） 818次列車 （長沙 - 茶嶺）                | 追尾                     | 信号ミス | 126                           | 230      | 車体破壊 |
| 1997年8月28日                              | 京哈線           | 吉林省長春市                                        | 472次旅客列車 (哈爾濱-徐州) 3312次貨物列車                         | 追尾                     | 3312号貨物列車の運転手居眠り | 4                             | 9        | [ 34 ] |
| 1998年7月13日                              | 湘黔線           | 貴州省鎮遠県 朝陽第2号隧道                          | 1913次列車 （貨物列車）                                            | 爆発及び転覆             | 液化石油の燃焼及び爆発 | 6                             | 50       | 車体破壊、朝陽第2号隧道崩壊、同線は21日運休 |
| 1999年7月9日                               | 京広線           | 湖南省衡陽市 茶山坳駅                               | 461次列車 （武昌 - 湛江）                                          | 転覆                     | 乗務員の規定違反、速度超過 | 9                             | 15       | 車両全壊5両、大破4両、中破2両、小破1両 |
| 2001年4月20日                              | 浜洲線           | 黒竜江省安達市 安達駅                               | T47次旅客列車 （北京 - チチハル）                                  | 転覆                     | 知識不足の乗務員の乗車、無謀な違反、速度超過；駅員の重大な違反、順序省略、知識不足の指揮；乗務員の違反、規則に合わない行為、命令の不検査 | 2                             | 50       | 客車5両転覆 |
| 2002年4月14日                              | 京哈線           | 吉林省扶余市                                        | 1417次旅客列車 (菏沢-哈爾濱) 22927次貨物列車                       | 接触網を掻き切る         | 22927次貨物列車の運転手がメインブレーカを切るのを忘れた | 0                             | 0        | [ 38 ] |
| 2003年1月10日                              | 京滬線           | 山東省滕州市                                        | 1227次旅客列車 (阜新-上海)                                         |                          | 食中毒 | 1                             | 6        | 1227次旅客列車の食堂車長が牛乳を販売する食堂車従業員の宿氏に亜硝酸ナトリウム一袋をグラニュー糖と勘違いして渡して牛乳を調合する時に添加することができると教えてくれた後、宿氏が亜硝酸ナトリウムを添加した牛乳を旅行客に販売して7人の旅行客中毒を起こし、そのうちの1人の旅行客は死亡した |
| 2003年8月5日                               | 京哈線           | 黒竜江省双城市                                      | T184次旅客列車 (哈爾濱-漢口)                                       | 正面衝突                 | 線路に突っ込んだ乳牛二頭と衝突した | 0                             | 0        | 二頭の乳牛がその場で轢かれて死んだ |
| 2004年8月31日                              | 京哈線           | 遼寧省開原市                                        | 1394次旅客列車 (佳木斯-煙台)                                       | 脱線                     | ジャンクション反転状態にある | 0                             | 0        | [ 41 ] [ 42 ] |
| 2005年6月20日                              | 京九線           | 広東省河源市白田駅                                  | T186次旅客列車 (深圳-瀋陽北)                                       | 水災                     | 洪水が包囲する | 0                             | 0        | T186次旅客列車4日遅れる |
| 2005年7月31日                              | 京哈線           | 遼寧省瀋陽市瀋北新区                                | K127次旅客列車 (西安-長春) 33219次貨物列車                         | 追尾                     | 信号ケーブルの盗難 | 6                             | 30       | [ 44 ] [ 45 ] |
| 2005年11月17日                             | 秦瀋線           | 遼寧省錦州市                                        | K27次旅客列車 (北京-丹東)                                          | 火災                     | エアコン発電車燃料ストーブ送油管の油漏れ | 0                             | 0        | 車体が大破する |
| 2006年4月11日                              | 京九線           | 広東省河源市                                        | T159次列車 （青島 - 広州） 1017次列車 （武昌 - 汕頭）              | 衝突                     | 信号故障、知識不足の乗務員の乗車、規定違反 | 2                             | 18       | [ 17 ] |
| 2007年2月28日                              | 南疆線           | 新疆ウイグル自治区トルファン市トクスン県            | 5807次列車 （ウルムチ - アクス）                                   | 脱線                     | 突風 | 3                             | 34       | 南疆線は運休 |
| 2007年12月10日                             | 京滬線           | 北京市大興区                                        | K215次旅客列車 (北京-図們)                                         | 人をぶつける             | 鉄道の保線工霧天違反操作 | 1                             | 0        | 鉄道労働者の張先生は接触網パラメーターを測定していたところ，東風4D型内燃機関車に牽引されていた北京駅から図們駅までのK215次旅客列車が衝突し，即死した |
| 2008年1月23日                              | 膠済線           | 山東省濰坊市                                        | D59次旅客列車 （北京 - 四方）                                      | 人身事故                 | 不適切な工事 | 18                            | 9        | [ 48 ] |
| 2008年1月24日                              | 京広線           | 湖南省 広東省                                       | T238次旅客列車 (広州東-哈爾濱)                                     | 大雪に囲まれる           | 中国南方南方の雪害 | 0                             | 0        | T238次旅客列車、3日遅れる |
| 2008年1月24日                              | 京広線           | 湖南省 広東省                                       | T124次旅客列車 (広州-長春)                                         | 大雪に囲まれる           | 中国南方南方の雪害 | 0                             | 0        | T124次旅客列車、3日遅れる |
| 2008年4月28日 山東省列車衝突事故           | 膠済線           | 山東省淄博市 王村駅                                 | T195次旅客列車 （北京 - 青島） 5034次旅客列車 （煙台 - 徐州）      | 脱線及び衝突             | コミュニケーション不足、超過速度による脱線 | 72                            | 416      | 同線は21時間22分運休 |
| 2008年5月12日                              | 宝成線           | 甘粛省徽県                                          | 21043次列車 （貨物）                                               | 脱線                     | 四川大地震による山崩れ、火災 | 0                             | 2        | 109号隧道破壊 |
| 2008年6月30日                              | 黎湛線           | 広西チワン族自治区玉林市陸川県                      | 1322次列車 （広州 - 重慶）                                         | 脱線                     | 地すべり | 0                             | 7        | 同線は35時間運休 |
| 2009年6月29日                              | 京広線           | 湖南省郴州市 郴州駅                                 | K9063次列車 （銅仁 - 深圳西） K9017次列車 （長沙 - 深圳）          | 衝突                     | 規定違反 | 3                             | 63       | [ 53 ] |
| 2009年7月29日                              | 焦柳線           | 広西チワン族自治区柳州市柳城県                      | 1473次列車 （襄陽 - 湛江）                                         | 転覆                     | 落石 | 4                             | 34       | [ 54 ] |
| 2009年9月30日                              | 津山線           | 津山線と津秦旅客専用線の近傍                        | 1230次旅客列車 (阜新-上海)                                         | 掻く                     | 津秦旅客専用線工事現場のクレーンが津山線に傾く | 0                             | 0        | [ 55 ] |
| 2010年5月23日                              | 滬昆線           | 江西省撫州市東郷区                                  | K859次列車 （上海南 - 桂林）                                       | 脱線                     | 地すべり | 19                            | 71       | 同線は19時間運休 |
| 2010年8月19日                              | 宝成線           | 四川省徳陽市広漢市                                  | K165次列車 （西安 - 昆明）                                         | 脱線                     | 洪水による橋脚の流失 | 0                             | 3        | [ 57 ] |
| 2011年1月14日                              | 襄渝線           | 湖北省襄陽市穀城県                                  | 5096次列車 （貨物） 10906次列車 （貨物）                           | 追尾                     | 機関車が砂を撒いた後の軌道回路短絡不良 | 0                             | 0        | |
| 2011年7月23日 2011年温州市鉄道衝突脱線事故 | 杭福深旅客専用線 | 浙江省温州市                                        | D301次旅客列車 （北京南 - 福州） D3115次旅客列車 （杭州 - 福州南） | 追尾及び転覆など         | 制御装置の欠陥、上部の指示のミス、落雷 | 40                            | 210      | 同線は32時間35分運休 |
| 2012年3月24日                              | 隴海線           | 陝西省宝鶏市 拓石駅                                 | 10520次列車 （貨物）                                               | 脱線                     | | 0                             | 0        | 上りは8時間運休、よって3区間単線になる |
| 2012年8月3日                               | 津山線           | 河北省秦皇島市                                      | T121次旅客列車 (広州-長春)                                         | 脱線                     | 泥流 | 0                             | 0        | [ 62 ] |
| 2013年10月17日                             | 瀋山線           | 遼寧省錦州市 錦州駅                                 | 930次列車 （貨物）                                                 | 脱線                     | | 0                             | 0        | 上りが運休、HXD3B型0214号及び0430号大破 |
| 2013年10月23日                             | 青蔵鉄道         | 青海省ゴルムド市 ゴルムド駅付近K806+890メートル地点 | 7581次列車 （西寧 - ゴルムド） コムルド東駅に待機していた列車      | 衝突                     | コムルド東駅に待機していた列車との衝突 | 1                             | 50余     | [ 64 ] |
| 2014年3月26日                              | 婁邵線           | 湖南省婁底市 K131+696地点                           | 26326次列車 （貨物）                                               | 脱線                     | 豪雨 | 0                             | 0        | |
| 2014年4月13日                              | 浜北線           | 黒龍江省海倫市 海倫駅 - 東辺井駅間                  | K7034次旅客列車 （黒河 - ハルピン）                                | 脱線                     | 人的破壊、他 | 0                             | 15       | [ 65 ] [ 66 ] |
| 2014年5月12日                              | 瀋山線           | 遼寧省葫芦島市                                      | T40次旅客列車 (斉斉哈爾-北京)                                      | 機関車が脱線する         | 犯罪者が犯罪を犯す | 0                             | 0        | [ 67 ] |
| 2014年6月19日                              | 京広線           | 広東省英徳市 高橋駅 - 沙口駅間                      | T171次列車 （南昌 - 広州東）                                       | 脱線                     | 地すべり | 0                             | 5        | [ 66 ] |
| 2014年6月25日                              | 北黒線           | 黒龍江省黒河市 辰清駅 - 清渓駅間                    | 40291次列車 （貨物）                                               | 脱線                     | | 0                             | 0        | [ 66 ] |
| 2014年7月12日                              | 宜万線           | 湖北省宜昌市 長陽駅 - 宜昌駅間                      | K504次列車 （成都 - 長沙）                                         | 脱線                     | | 0                             | 0        | [ 66 ] |
| 2014年11月21日                             | 滬昆線           | 湖南省婁底市婁星区花山街道山塘村                    | 不明（貨物）                                                       | 脱線                     | | 0                             | 0        | 9両脱線 |
| 2014年11月24日                             | 襄渝線           | 陝西省安康市 旬陽駅 - 棕渓駅間                      | 75228次列車 （貨物）                                               | 脱線                     | 土石流 | 2                             | 0        | 1号車から12号車まで脱線、HXD1C型機関車33号機が破壊 |
| 2016年12月10日                             | 京広線           | 河南省安陽市 安陽駅                                 | X103次列車 （黄村 - 棠渓） （貨物列車）                            | 人身事故                 | 不適切な工事 | 6                             | 0        | |
| 2016年12月14日                             | 瓦日線           | 山西省長治市 長子駅 - 長子南駅間                    | 51083次列車 （ワンマン）                                           | 人身事故                 | | 2                             | 0        | |
| 2018年1月25日                              | 京滬高速鉄道     | 安徽省滁州市蚌埠南駅から定遠駅区間                  | G281（青島 - 杭州東）                                              | 火災                     | 電気機器の故障 | 0                             | 0        | 一部の電車が停止 |
| 2019年10月4日                              | 香港MTR東鉄線    | 香港特別行政区新界北区粉嶺駅                        | Z810（紅磡 - 広州東）                                              | 破壊行為                 | 2019年-2020年香港民主化デモの際にデモ隊が駅で破壊活動を行う | 0                             | 0        | デモ隊は工具を用いて窓などを破壊。当該列車は粉嶺駅を出発後、投擲物が原因で同駅と上水駅間で一時運転を停止した |
| 2019年12月6日                              |                  | 天津電務線                                          | G383                                                               | 人身事故                 | WeChatを用いて操作命令を発令したが応答が受信されなかった | 2                             | 0        | [ 72 ] |
| 2020年3月28日                              | 湘桂線           | 湖南省永州市祁陽県黎家坪鎮                          | 貨物列車                                                           | 脱線                     | 砂利を積んだトラックに衝突したこと | 不明                          | 2        | |
| 2020年3月30日                              | 京広線           | 湖南省                                              | T179（済南 - 広州）                                                | 脱線                     | 降雨による地すべりの発生 | 1                             | 127      | |
| 2022年6月4日                               | 貴広旅客専用線   | 貴州省黔東南ミャオ族トン族自治州榕江県榕江駅        | D2809（貴陽北 - 広州南）                                           | 脱線                     | 降雨による土石流の発生 | 1                             | 8        | [ 73 ] |